# Bekler
Bekler – polski herb szlachecki z nobilitacji.

## Opis herbu
W polu błękitnym, na skosie srebrnym takiż kozioł wspięty. Na lewo od czoła i na prawo od podstawy po lilii srebrnej. W klejnocie nad hełmem w koronie kozioł jak w godle między dwoma rogami myśliwskimi.

## Historia herbu
Nadany w 1775 roku Janowi Beklerowi, konsyliarzowi królewskiemu.

## Herbowni
Bekler – Bockler – Boekler.